# Martin Lamprecht
Martin Konstantin Lamprecht, född 31 maj 1963 i Tyska Sankta Gertruds församling, Stockholm, är en svensk före detta modern femkampare.
Han tävlade både individuellt och i lag under sommar-OS 1984 i Los Angeles. Individuellt slutade han på en 30:e plats och laget slutade på en 10:e plats. Han har tagit två SM-brons 1982 och 1984.
Lamprecht hade tidigare ett förhållande med  Kristin Kaspersen och har från det förhållandet sonen Filip Lamprecht.
Mellan 2009 och 2017 var han gift med Erica Johansson och de har tillsammans en dotter.